# 気仙沼あそびーばー
気仙沼あそびーばー（けせんぬまあそびーばー）は、宮城県気仙沼市本吉町にある、こども達のために用意された遊び場である。

## 概要
幼稚園、小学校、中学校が集中した地区から徒歩5分というコンセプトで、NPO法人・日本冒険遊び場づくり協会が、東日本大震災被災地支援活動の一環として東日本大震災直後の2011年4月に宮城県気仙沼市本吉町寺谷8-3に設置した。
竹林、斜面地と段々畑、林地、草地、ため池と多様な空間があり、子ども達が様々な遊びができるような場所となっている。遊びを通じて子どもの心のケアが出来るようにという狙いがある。2012年9月からは地域住民が気仙沼あそびーばーの会としてそれを引き継ぐ形で運営されている。